# Ňukža
Ňukža (rusky Нюкжа) je řeka v Zabajkalském kraji a v Amurské oblasti v Rusku. Je 583 km dlouhá. Povodí má rozlohu 32 100 km².

## Průběh toku
Řeka pramení v Ňukžinském hřbetu. Na horním toku překonává mnohé peřeje. Největším přítokem je Lopča zleva. Je to pravý přítok Oljokmy (povodí Leny).

## Vodní režim
Zdroj vody je převážně dešťový. Průměrný průtok vody činí přibližně 310 m³/s. Zamrzá v říjnu a rozmrzá na konci dubna až na začátku května.